# Машков, Георгий Николаевич
Георгий Николаевич Машков (1909—1991) — советский военный и политический деятель. Участник Великой Отечественной войны.

## Биография
Родился 18 августа 1909 года в посёлке Сулин (ныне город Красный Сулин Ростовской области) в семье железнодорожника. Окончив школу поступил на работу в паровозное депо станции Сулин электромонтёром.
В начале 1930-х годов получил военно—политическое образование, став кадровым военным.
21 марта 1943 года штаб партизанского движения Минской области принял решение создать 100-ю партизанскую бригады им. С. М. Кирова, комиссаром которой был назначен Машков. Бригада действовала в Стародорожском районе. 28 июня 1944 года она соединилась с частями Красной армии в составе 6 отрядов партизан общей численностью 1031 человек.
В октябре 1943 года по решению ЦК Компартии Белоруссии подпольный обком создаёт Минский подпольный горком. Машков — секретарь по пропаганде. Подпольный горком выпускал газету «Минский большевик». Передовую статью к первому номеру написал Г. Н. Машков. Всего до освобождения Минска было выпущено 25 номеров газеты общим тиражом 10 тысяч экземпляров. Кроме того, горком наладил печатание листовок, освещавших злободневные проблемы борьбы в тылу врага, информировавших партизан и население о важных событиях в ходе войны, и заслал в город 15 выпусков, отпечатанных массовым тиражом. Деятельность подпольного горкома проходила в соответствии с директивами ЦК Компартии Белоруссии и под руководством Минского обкома.
После войны работал на ответственных постах в аппарате ЦК Компартии Белоруссии, трижды избирался депутатом Верховного Совета Белоруссии.
Умер 19 июля 1991 года. Похоронен в Минске на кладбище «Восточное» на почётном участке (сектор 6, ряд 16, участок 1)

## Награды
Награждён 4 орденами, в том числе, орденом Ленина и орденом Отечественной войны II степени.